# Kerk van Jarßum
De Kerk van Jarßum (Jarßumer Kirche) is een hervormde kerk in de stad Emden in de Duitse regio Oost-Friesland. De bouw van de kerk volgde in 1797 na de afbraak van een middeleeuwse kerk uit circa 1300.

## Geschiedenis
De eerste bakstenen kerk in Jarßum werd rond 1300 gebouwd. De oudste getuigenis van dit gebouw is een klok uit deze tijd, die ooit in de kerk hing. Hoe deze kerk er uit heeft gezien is moeilijk vast te stellen. Tekeningen of beschrijvingen ervan zijn tot nu toe onbekend. Wel weet men dat het gebouw twee torens kende, die zich aan de oostelijke en westelijke kant bevonden. Vermoedelijk was in één toren een uurwerk geplaatst, terwijl de andere toren als klokkentoren dienstdeed.   
In de loop der eeuwen werd deze middeleeuwse kerk steeds bouwvalliger, totdat men in de 18e eeuw besloot de kerk door nieuwbouw te vervangen. De bouw van de nieuwe kerk vond plaats met het vrijgekomen sloopmateriaal van de middeleeuwse kerk. Met een lengte van 18,10 meter en een breedte van 7,80 meter is de huidige kerk kleiner dan haar voorganger. Ook het aantal banken in de nieuwbouw werd verminderd. Oorspronkelijk bezat het gebouw een zadeldak met een dakruiter. Dit dak werd in de jaren 1838-1841 gesloopt. Het huidige schilddak kreeg in de 20e eeuw zijn vorm.

## Beschrijving
Het gebouw heeft in de noordelijke en de zuidelijke muur telkens vier ramen. De klokken bevinden zich boven de westelijke ingang en de beide kanten van de muur kennen hier een galmgat. Naast de ingang bevinden zich twee kleinere ramen. Boven de ingang is een steen aangebracht, die net als het ijzeren jaartal aan de gevel verwijst naar de eerstesteenlegging. Het interieur van de zaalkerk is boven door een hoog tongewelf afgesloten.

## Inventaris
Een klok gegoten rond 1300 is het oudste voorwerp van de kerk en stamt nog uit de oude middeleeuwse kerk. De tweede klok werd in 1646 gegoten. Tot de meest waardevolle voorwerpen wordt een avondmaalsbeker uit 1630 gerekend, die door een meester uit Emden in de stijl van de renaissance werd vervaardigd en aan de Emder Johannes a Lasco Bibliotheek in bruikleen werd gegeven. Voorts behoren tot de vasa sacra een tinnen kan, die in 1850 door J. Janshen uit Emden werd gegoten.
De messing kroonluchter in het kerkschip kocht de gemeente in 1878 van de firma Swarte uit Emden.
Het eerste orgel kreeg de kerk in 1857. Het werd door de Emder orgelbouwer Brond de Grave Winter op de westelijke galerij gebouwd en bezat negen registers. Uit het jaar 1935 dateert een schriftelijk stuk, dat de slechte staat van het instrument omschrijft. In het jaar 1948 werd ten slotte voor 7.500 DM een nieuw orgel bij Paul Ott besteld, die hiervoor delen van het oude orgel hergebruikte. Een ander orgel werd in 1971 door Alexander Schuke uit Potsdam gebouwd. Dit orgel heeft één manuaal, een aangehangen pedaal en vijf registers.